# Ancora prolifera
Ancora prolifera is een soort in de taxonomische indeling van de Myzozoa, een stam van microscopische parasitaire dieren. Het organisme komt uit het geslacht Ancora en behoort tot de familie Lecudinidae. Ancora prolifera werd in 1993 ontdekt door Clausen.